# Sporting Clube da Brava
El Sporting Clube da Brava es un equipo de la localidad de Lem, en la isla Brava (Cabo Verde). Juega en el campeonato regional de Brava.
Fue fundado en 1988 y después de 25 años consiguió su primer título en 2014, ganando el campeonato regional de Brava, dándole derecho a participar en campeonato caboverdiano de fútbol.

## Historia
En la temporada 2014 el club ficha a Emanuel de Pina, y desde entonces el equipo ha conseguido cuatro campeonatos regionales consecutivos y lleva 49 partidos sin conocer la derrota. Ha disputado el campeonato nacional en cuatro ocasiones, sin conseguir pasar de la fase de grupos en ninguna ocasión.

## Estadio
El Sporting Clube da Brava juega en el estadio Aquiles de Oliveira de la ciudad de Nova Sintra, el cual comparte con el resto de equipos de la ciudad, ya que en él se juegan todos los partidos del campeonato regional de Brava.

## Palmarés
Campeonato regional de Brava: 4
2014, 2015, 2016 y 2017
Supercopa de Brava: 1
2014
Torneo de Apertura: 3
2013, 2014, 2016

## Entrenadores destacados
- Emanuel de Pina[4]
- Ney Lokô[5]